# Francesco Betti
Francesco Betti (27 april 2000, Trente) is een Italiaanse langebaanschaatser.

## Records

### Persoonlijke records
| Afstand     | Tijd     | Datum           | Baan            |
| ----------- | -------- | --------------- | --------------- |
| 500 meter   | 35,92    | 2 maart 2018    | Salt Lake City  |
| 1000 meter  | 1.09,04  | 25 januari 2025 | Calgary         |
| 1500 meter  | 1.45,18  | 27 januari 2024 | Salt Lake City  |
| 3000 meter  | 3.44,48  | 2 maart 2018    | Salt Lake City  |
| 5000 meter  | 6.27,69  | 10 maart 2018   | Salt Lake City  |
| 10000 meter | 14.17,33 | 28 januari 2023 | Baselga di Pinè |

(laatst bijgewerkt: 25 januari 2025)

## Resultaten
| Jaar | EK Sprint                | WK Allround            | WK Afstanden               | WK Junioren                        |
| ---- | ------------------------ | ---------------------- | -------------------------- | ---------------------------------- |
| 2017 |                          |                        |                            | 16e (26e, 18e, 26e, 25e)           |
| 2018 |                          |                        |                            | · (20e, 11e, 13e, 4e)              |
| 2019 |                          | NC18 (7e, 21e, 17e, -) |                            | · (20e, , 14e, 7e) · 5e massastart |
| 2020 |                          |                        | 22e 1500m                  |                                    |
| 2021 |                          |                        | 17e 1500m 5e achtervolging |                                    |
|      |                          |                        |                            |                                    |
| 2023 |                          |                        | 22e 1500m 4e achtervolging |                                    |
|      |                          |                        |                            |                                    |
| 2025 | 16e (20e, 15e, 18e, 13e) |                        |                            |                                    |

(#, #, #, #) = afstandspositie op sprinttoernooi (500m, 1000m, 500m, 1000m) of op juniorentoernooi (500m, 1500m, 1000m, 5000m) of op allroundtoernooi (500m, 5000m, 1500m, 10000m).
NC18 = niet gekwalificeerd voor de laatste afstand, maar wel als 18e geklasseerd in de eindrangschikking